# Aiguille du Moine
L'aiguille du Moine est un sommet du massif du Mont-Blanc qui culmine à 3 412 mètres d'altitude.

## Géographie

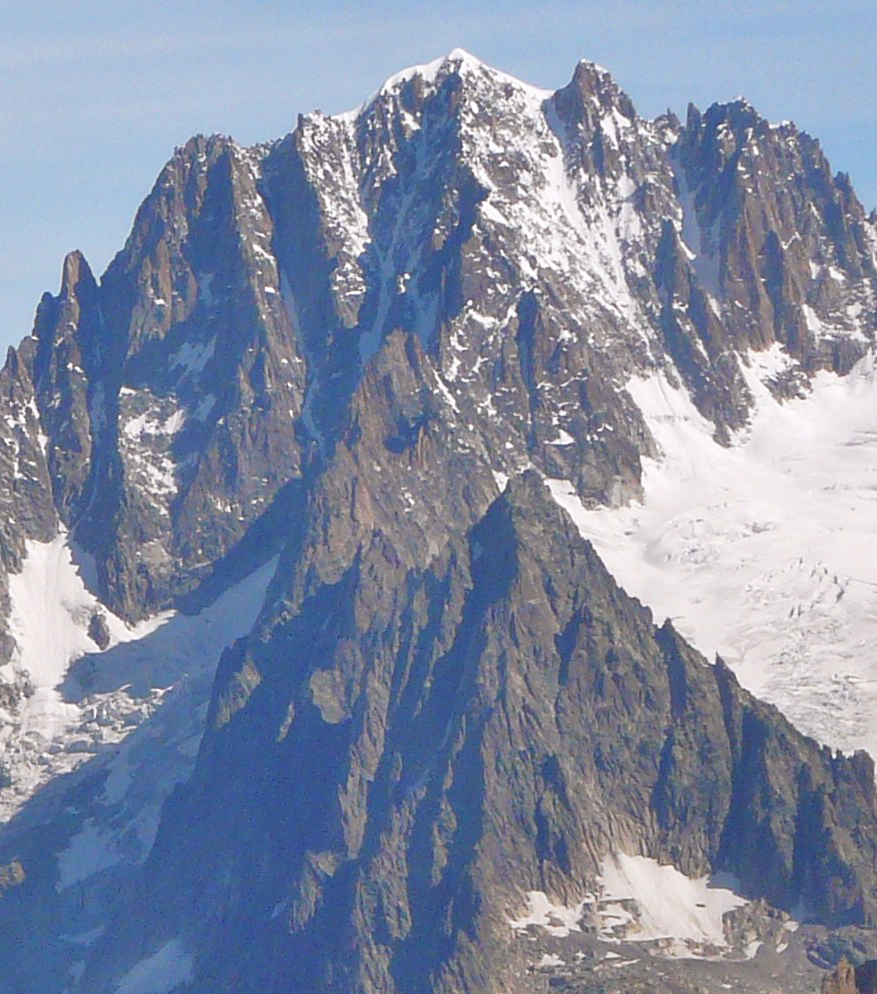
Vue depuis la télécabine Panoramic Mont-Blanc au sud-ouest de l'aiguille Verte dominant le Cardinal, l'Enfant de Chœur, l'Évêque, la Nonne et l'aiguille du Moine.

L'aiguille du Moine se situe au cœur du massif du Mont-Blanc, dominant de ses 3 412 mètres d'altitude la Mer de Glace à l'ouest, le glacier de Leschaux au sud et le glacier de Talèfre à l'est situés 800 à 1 500 mètres plus bas. Elle marque l'extrémité méridionale d'une arête rocheuse descendant de l'aiguille Verte (4 122 m) au nord et passant successivement par les pointes du Cardinal (3 647 m), de l'Enfant de Chœur (3 477 m), de l'Évêque (3 469 m) et de la Nonne (3 340 m).
Le refuge du Couvercle se trouve à ses pieds sur son adret.

## Activités

### Alpinisme

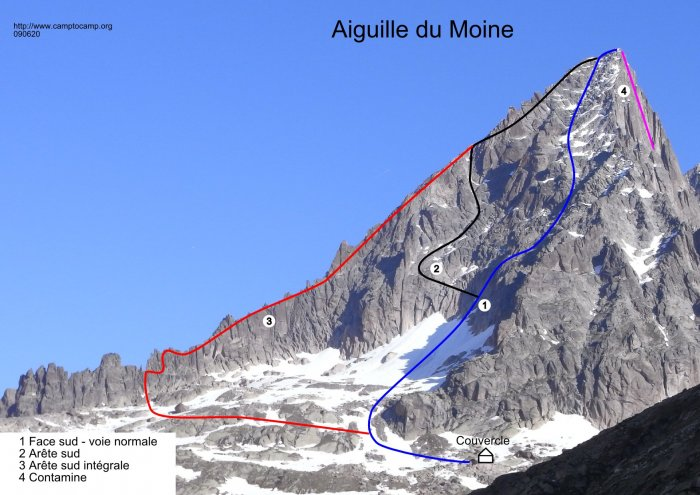
Voies dans la face et l'arête sud avec le refuge du Couvercle (2867 mètres) comme départ.

Jean Charlet-Straton, Joseph Simond, Isabella Straton et Emmeline Lewis Lloyd en ont fait la première ascension le 22 septembre 1871. La voie normale est en face sud par le glacier du Moine. Il existe aussi des voies en face Est et en face Ouest.

### Ski de pente raide
Le 17 avril 1987, Jean-Marc Boivin réalise la première descente à ski de la face sud-est. Il enchaîne ensuite quatre descentes, la première de la face sud des Dru, le couloir Whymper de l'aiguille Verte, la face nord-est des Courtes, finissant avec la descente des Grandes Jorasses.